# سم اندرسون
سم اندرسون (به انگلیسی: Sam Anderson) (زاده ۱۳ مه ۱۹۴۵) بازیگر آمریکایی است. او بیشتر به خاطر بازی در سریال‌های غریبه‌های کامل در نقش سم گورپلی، آنجل در نقش هالند منرز و لاست در نقش دندانپزشک برنارد نادلر و در فیلم، در نقش اصلی در فارست گامپ شناخته می‌شود.
اندرسون در وهپتون، داکوتای شمالی متولد شد. وی مدرک کارشناسی ارشد ادبیات و نویسندگی خلاق آمریکایی را در دانشگاه داکوتای شمالی و دانشگاه ویسکانسین دریافت کرد. در طول دهه ۱۹۷۰، وی در کالج دره آنتلوپ در لنکستر، کالیفرنیا به تدریس درام پرداخت

## فیلم‌شناسی

### گزیدهٔ آثار سینمایی
| سال  | عنوان                         | نقش               |
| ---- | ----------------------------- | ----------------- |
| ۱۹۸۵ | تکان دهنده‌ها و لرزاننده‌ها     | ری برگ            |
| ۱۹۸۸ | مخلوقات ۲: غذای اصلی          | آقای مورگان       |
| ۱۹۹۰ | فرشته تاریکی                  | وارن              |
| ۱۹۹۲ | خاطرات مردی نامرئی            | رئیس کمیسیون مجلس |
| ۱۹۹۴ | فارست گامپ                    | مدیر مدرسه        |
| ۱۹۹۴ | استادان عروسکی                | کولبرتسون         |
| ۱۹۹۸ | نیمه‌شب ماندگار                | دکتر اولسن        |
| ۲۰۰۰ | ایندیپندنت                    | اد                |
| ۲۰۰۲ | تنبل‌ها                        | چارلز پاتون       |
| ۲۰۱۱ | آب برای فیل‌ها                 | آقای هاید         |
| ۲۰۱۶ | ویجا: خاستگاه شیطان           | آقای براونینگ     |
| ۲۰۲۲ | جایی که خرچنگ‌ها آواز می‌خوانند | تِیت واکر (مسن)    |

### گزیدهٔ آثار تلویزیونی
| سال       | عنوان                         | نقش                      | یادداشت‌ها                                   |
| --------- | ----------------------------- | ------------------------ | ------------------------------------------- |
| ۱۹۸۵      | دالاس                         | بازرس فرانک هاوارد       | ۲ قسمت                                      |
| ۱۹۸۶      | دختران زرین                   | مایر                     | قسمت: «Twas the Nightmare Before Christmas» |
| ۱۹۸۶–۱۹۹۲ | مسائل اولیه                   | مدیر ارشد ویلیس دیویت    | ۱۳ قسمت                                     |
| ۱۹۸۸      | خیابان جامپ شماره ۲۱          | دن فینگر                 | قسمت: «School's Out»                        |
| ۱۹۸۹      | پیشتازان فضا: نسل بعدی        | دستیار مدیر              | قسمت: «The Royale»                          |
| ۱۹۹۲–۱۹۹۵ | حصار چوبی                     | مامور اف‌بی‌آی دونالد مورل | ۷ قسمت                                      |
| ۱۹۹۴–۲۰۰۷ | بخش فوریت‌های پزشکی            | دکتر جک کیسون            | ۲۰ قسمت                                     |
| ۱۹۹۷      | راگرتز                        | فروشنده / گوینده         | قسمت: «Ransom of Cynthia/Turtle Recall»     |
| ۱۹۹۸      | پرونده‌های ایکس                | لیموس                    | قسمت: «The Pine Bluff Variant»              |
| ۱۹۹۸      | فرندز                         | دکتر هاراد               | قسمت: «The One Hundredth»                   |
| ۱۹۹۹      | الی مک‌بل                      | مارک هریسون              | قسمت: «In Dreams»                           |
| ۲۰۰۰      | بال غربی                      | جان لاسال                | قسمت: «Shibboleth»                          |
| ۲۰۰۰–۲۰۰۱ | آنجل                          | هالند منرز               | ۸ قسمت                                      |
| ۲۰۰۱      | جاگ                           | سرکنسولگر ریموند دارت    | قسمت: «Guilt»                               |
| ۲۰۰۲      | همه ریموند را دوست دارند      | مامور ویژه توماس گارفیلد | قسمت: «Lucky Suit»                          |
| ۲۰۰۲      | ولف لیک                       | آرتور ون هالن            | قسمت: «If These Wolves Could Talk»          |
| ۲۰۰۲      | سی‌اس‌آی: میامی                 | اسکات سامر               | قسمت: «Golden Parachute»                    |
| ۲۰۰۳      | قاضی ایمی                     | گوردون کربی              | قسمت: «The Best Interests of the Child»     |
| ۲۰۰۴      | سی‌اس‌آی                        | دکتر مرسر                | قسمت: «Ch-Ch-Changes»                       |
| ۲۰۰۵      | بوستون لیگال                  | بوستون لیگال             | قسمت: «From Whence We Came»                 |
| ۲۰۰۵      | دنیای مالکوم                  | رئیس پلیس                | قسمت: «Billboard»                           |
| ۲۰۰۵      | متوسط                         | دکتر الیوت پترسون        | قسمت: «Time Out of Mind»                    |
| ۲۰۰۵–۲۰۱۰ | لاست                          | برنارد نادلر             | ۲۱ قسمت                                     |
| ۲۰۰۶      | پرونده سرد                    | تد رابینسون              | قسمت: «Joseph»                              |
| ۲۰۰۶      | سی‌اس‌آی: نیویورک               | دکتر ریچاردز             | قسمت: «And Here's to You, Mrs. Azrael»      |
| ۲۰۰۹      | آناتومی گری                   | مایکل ویتمن              | قسمت: «Before and After»                    |
| ۲۰۰۹      | ذهن‌های جنایتکار               | دکتر رالینگ              | قسمت: «House on Fire»                       |
| ۲۰۱۰      | ان‌سی‌آی‌اس                      | والتر کارمایکل           | قسمت: «Worst Nightmare»                     |
| ۲۰۱۲      | هاوایی فایو-زیرو              | اوون ساترلند             | قسمت: «Ka Ho' Oponopono»                    |
| ۲۰۱۲      | ان‌سی‌آی‌اس: لس آنجلس            | سناتور دیک آزبورن        | قسمت: «Dead Body Politic»                   |
| ۲۰۱۲      | رسوایی                        | ملوین فین                | قسمت: «Spies Like Us»                       |
| ۲۰۱۳–۲۰۱۴ | موجه                          | لی پکستون                | ۹ قسمت                                      |
| ۲۰۱۴      | کسل                           | دانان                    | قسمت: «Smells Like Teen Spirit»             |
| ۲۰۱۴      | گریم                          | رولک پورتر / پیرمرد      | ۲ قسمت                                      |
| ۲۰۱۴      | در جستجوی زندگی               | جرالد ریبرن              | ۲ قسمت                                      |
| ۲۰۱۴      | استخوان‌ها                     | هوگو ساندرسون            | ۲ قسمت                                      |
| ۲۰۱۷      | شک                            | قاضی جونا پورتر          | قسمت: «Then and Now»                        |
| ۲۰۱۷      | این ما هستیم                  | قاضی والتر کرودر         | قسمت: «The Most Disappointed Man»           |
| ۲۰۱۹      | چگونه از مجازات قتل فرار کنیم | توماس فیتزجرالد          | قسمت: «I'm the Murderer»                    |